# دوریا
ماتئوس مکدو (انگلیسی: Dória؛ زادهٔ ۸ نوامبر ۱۹۹۴) بازیکن فوتبال اهل برزیل است که در پست مدافع میانی برای باشگاه سانتوس لاگونا در لیگ دسته برتر فوتبال مکزیک بازی می‌کند.
وی همچنین در تیم‌های ملی فوتبال زیر ۲۰ سال برزیل، زیر ۲۳ سال برزیل، و برزیل بازی کرده‌است.